# 問界・M7
問界M7（中:问界M7、英:Aito M7）は、AITOから販売されたPHEVのミドルサイズSUVである。

## 歴史
2022年7月4日、大手通信機器メーカーであるファーウェイの新製品発表会において、スマートフォンなどの他製品と共に発表された。

## 仕様
この車種は、レンジエクステンダーやPHEVに分類される。

### 動力
快適版、豪華版、旗艦版の3つのグレードがあり、いずれのモデルもリアに200kWのファーウェイ製DriveONEモーターを搭載する。また、豪華版、旗艦版はともに130kWの誘導モーターをフロントに搭載する。
バッテリーは40kWhの三元リチウムイオン電池。20%から80%までの充電に、急速充電で0.75時間、200Vでのフル充電には5時間かかる。WLTC航続距離は1100~1000km、電気のみのWLTC航続距離は195~165kmとなっている。
また、フロントに1.5Lの4気筒ガソリンエンジンも搭載しており、ガソリンタンクの容量は60リットルとなっている。ただし、ガソリンエンジンは電気モーターのレンジエクステンダーであり、車輪を直接動かすものではない。

### 装備
インテリアはシンプルなものとなっており、中央に15.6インチのメインディスプレイ、デジタルメーターとして10.25インチのディスプレイを備える。
2列目には「無重力シート」と名付けられた可動範囲の広い左右で独立したシートが搭載されている。
インフォテイメントシステムはHarmonyOSで動作し、HiSilicon社製Kirin990Aプロセッサを搭載している。
スピーカーは計21個搭載されており、HUAWEI SOUNDに対応しているほか、
搭載されているUSB Type-Cポートや無線充電チャージャーはHUAWEI SuperChargeに対応しており、対応製品ではそれぞれ66W、40Wの急速充電を利用できる。
また、ファーウェイ製スマートフォンやHUAWEI WATCHなどからドアロック解除やエアコンなどの操作が可能であるほか、顔認証で運転者を識別し、ハンドルロック解除や座席の調整、システムのアカウント切り替えなどを行う。
車載カメラはドライブレコーダーを兼ねており、他にもQRコードを用いた駐車場、ガソリンスタンド・充電ステーションなどの支払いやビデオ通話を行う事ができる。
また、問界M5ではオプションだったHUD(ヘッドアップディスプレイ)を全グレードに搭載したほか、自動運転レベル2+に値する先進運転支援システムに対応している。

### 価格
快適版は32万元、豪華版は34万元、旗艦版は38万元からとなっている。

## 販売
販売はファーウェイの店舗、AITOの店舗、Vmallや京東などのインターネット通販などにより行われる。
2022年7月4日の発表後、4時間で予約台数は2万台に到達した。
2022年7月7日、ファーウェイの自動車部門のトップを務める余承東は予約台数が5万台に到達したと明かした。
競合車として、理想ONEや理想L9、アルファードが挙げられる。